# Pożegdin
Pożegdin (ros. Пожегдин) – wieś (dieriewnia) w Rosji, w Republice Komi, w rejonie ust-kułomskim. W 2010 liczyła 352 mieszkańców.